# Anagallis foemina
Anagallis foemina é uma espécie de planta com flor pertencente à família Primulaceae. 
A autoridade científica da espécie é Mill., tendo sido publicada em The Gardeners Dictionary: . . . eighth edition no. 2. 1768.

## Portugal
Trata-se de uma espécie presente no território português, nomeadamente em Portugal Continental e no Arquipélago dos Açores.
Em termos de naturalidade é nativa de Portugal Continental e introduzida no Arquipélago dos Açores.

## Protecção
Não se encontra protegida por legislação portuguesa ou da Comunidade Europeia.